# Hans Feige

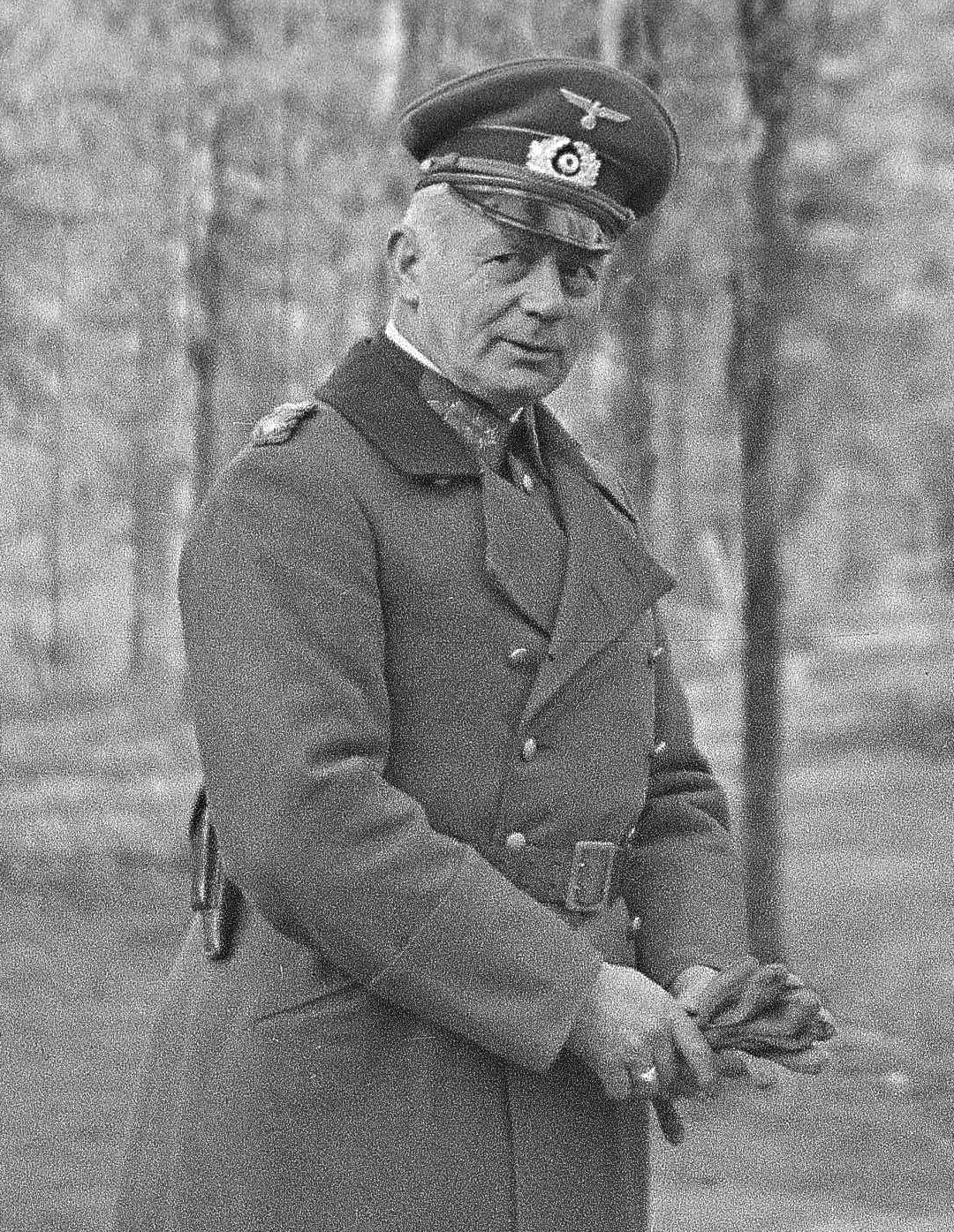
Hans Feige in 1941

Hans Feige (Koningsbergen, 10 november 1880 – Bad Schussenried, 17 september 1953) was een Duitse Generaal der Infanterie in de Tweede Wereldoorlog.

## Opleiding
Hans Feige was de zoon van een officier. In 1900 was hij luitenant bij het 1e bataljon van het 3e regiment infanterie van Lotharingen nr. 135 van het Pruisische leger.
In 1903 was hij adjudant van het bataljon.
In 1909 werd hij overgeplaatst naar het 3e Hanseatische regiment infanterie "Lübeck" Nr. 162.
Hij ging naar de Pruisische militaire academie en werd eerste luitenant.
Vanaf 1912 werkte hij bij de generale staf.
In 1913 werd hij kapitein.

## Eerste Wereldoorlog
In 1914 werkte hij bij de generale staf van het 9e legerkorps.
In 1914 ontving hij het IJzeren Kruis.
Vanaf 1915 werkte hij bij de generale staf van de 38e divisie, die vocht in het noorden van Rusland en vanaf maart 1916 in de Slag om Verdun. Hij raakte daar gewond. In de zomer van 1916 werkte hij bij de generale staf van de 1e divisie marine in Vlaanderen.
In 1918 werkte hij bij de generale staf van de 1e divisie garde reserve bij Armentières en Artesië. In juli 1918 werd hij majoor.

## Interbellum
In 1919 ging Feige bij een vrijkorps. Dit ging op in de voorlopige Reichswehr. Vanaf 1920 werkte hij bij de generale staf van de 1e divisie cavalerie in Koningsbergen.
In 1923 kreeg hij het bevel over het 3e bataljon van het 6e regiment infanterie te Flensburg. In 1926 werd hij stafchef van de 1e divisie. In 1928 werd hij kolonel. In 1929 kreeg hij het bevel over het 9e regiment infanterie.
In februari 1931 werd hij overgeplaatst naar het Ministerie van Landsverdediging. Hij leidde  Heeresabteilung T 1, Abteilung Landesverteidigung im Truppenamt.
In oktober 1931 werd hij generaal-majoor.
In oktober 1932 ging hij naar de staf van het 1e Gruppenkommando.
Vanaf december 1932 werd hij stafchef. 
Op 1 oktober 1933 volgde Feige als luitenant-generaal Ludwig Beck op als bevelhebber over de 1e divisie cavalerie.
Op 31 maart 1935 ging hij met pensioen als Generaal der Cavalerie.

## Tweede Wereldoorlog
Bij het begin van de Tweede Wereldoorlog werd Feige uit pensioen teruggeroepen.
In augustus 1939 was hij Kommandierender General van het 2e Legerkorps in Stettin en daarmee tegelijk bevelhebber van Wehrkreis II. 
Bij het begin van de Slag om Frankrijk in mei 1940 was hij Kommandierender General van de 36e Bergkorps.
In de herfst van 1940 trok die naar Noorwegen voor Operatie Weserübung. In december 1940 werd hij Generaal der Infanterie. 
Van juni tot november 1941 vocht hij in Finland in de Vervolgoorlog. Samen met Eduard Dietl en de Finse generaal Hjalmar Siilasvuo leidde hij Operatie Silberfuchs. Zijn opdracht was om met Operatie Polarfuchs het spoorwegstation Kandalaksja 100 km verder in te nemen, maar hij kwam niet vooruit door het terrein zonder wegen en het weer. Eind 1941 werd hij terug met pensioen gestuurd.